# Onthophagus sasajii
Onthophagus sasajii är en skalbaggsart som beskrevs av Teruo Ochi och Masahiro Kon 2001. Onthophagus sasajii ingår i släktet Onthophagus och familjen bladhorningar. Inga underarter finns listade i Catalogue of Life.